# بادي مكجيرت
بادي مكجيرت (بالإنجليزية: Buddy McGirt)‏ مواليد 17 يناير 1964 في نيويورك، الولايات المتحدة، هو ملاكم أمريكي سابق صنّف ضمن فئة وزن الوسط. حقق بطولة المجلس العالمي للملاكمة وبطولة الاتحاد الدولي للملاكمة.

## روابط خارجية
- بادي مكجيرت على موقع بوكس ريك (الإنجليزية) (registration required)